# Prisión de Pied-du-Courant
La Prisión de Pied-du-Courant (en francés: Prison du Pied-du-Courant) es un edificio en Montreal, Quebec, Canadá cerca del río San Lorenzo y el puente Jacques-Cartier. El plan original de una prisión en Montreal fue diseñado por el arquitecto local George Blaiklock en 1825 para sustituir a la prisión de Champ de Mars (construida en la primera década del siglo XIX), pero John Wells en definitiva diseñó el edificio (siguiendo el modelo de una prisión en Filadelfia, probablemente la Penitenciaría del Estado construida en 1829), que finalmente se abrió una década después. El edificio fue construido para albergar a más de 276 prisioneros, pero mantuvo más de 1.500 presos de la rebelión de 1837-1838. La prisión operó entre 1836 y 1912 como una prisión de la ciudad de Montreal.
La prisión fue sustituida por la prisión de Bordeaux y estuvo vacía desde 1912 hasta 1921. En 1921 fue adquirida por, y se convirtió en la sede de, la Société des alcools du Québec [Sociedad de Alcoholes de Quebec], la comercializadoran de bebidas alcohólicas propiedad provincial de Quebec.
El edificio principal de la prisión fue alterado con la eliminación del gablete sobre la parte frontal del bloque central, con el añadido de un cuarto piso (reemplazando las cubiertas) y de una nueva ala en la parte posterior (por SAQ). El muro Oeste de la parte delantera fue demolido dejando la portería y el muro Este intactos.